# Primera B de Chile 2008
Primera B de Chile 2008 var den näst högsta serien i fotboll i Chile för säsongen 2008. Serien var uppdelad i två mästerskap, Torneo Apertura och Torneo Clausura. Varje lag spelade 22 matcher i vardera mästerskap, vilket innebar totalt 44 matcher för varje lag. Vid säsongens slut slogs mästerskapen ihop och vinnaren av den sammanlagda tabellen, denna säsong Curicó Unido, gick upp i Primera División. Utöver det så möttes vinnarna av respektive mästerskap i playoff för att spela om andraplatsen, och därmed en direktplats upp till den högsta divisionen. Eftersom Curicó Unido vann Torneo Apertura gick playoff-platsen till tvåan i mästerskapet, Municipal Iquique, som fick möta vinnaren av Clausura, Coquimbo Unido. Municipal Iquique vann och gick således direkt upp till Primera División, medan Coquimbo Unido tog en av de två möjliga kvalplatserna. Den andra kvalplatsen gick till det näst bästa valbara laget i den sammanlagda tabellen, vilket var Deportes Puerto Montt. Det lag som kom sist i den sammanlagda tabellen flyttades ner, vilket denna säsong var Fernández Vial.

## Apertura
Alla lag mötte varandra två gånger vardera, en gång hemma och en gång borta, vilket innebar totalt 22 omgångar.
|  |     | Lag                   | Poäng | M  | V  | O  | F  | GM | IM | MSK |
|  | --- | --------------------- | ----- | -- | -- | -- | -- | -- | -- | --- |
|  | 1.  | Curicó Unido          | 42    | 22 | 13 | 3  | 6  | 22 | 16 | 6   |
|  | 2.  | Municipal Iquique     | 36    | 22 | 9  | 9  | 4  | 27 | 18 | 9   |
|  | 3.  | Deportes Puerto Montt | 34    | 22 | 9  | 7  | 6  | 27 | 16 | 11  |
|  | 4.  | San Marcos de Arica   | 34    | 22 | 10 | 4  | 8  | 32 | 33 | -1  |
|  | 5.  | Lota Schwager         | 33    | 22 | 9  | 6  | 7  | 31 | 25 | 6   |
|  | 6.  | Unión La Calera       | 32    | 22 | 9  | 5  | 8  | 34 | 31 | 3   |
|  | 7.  | Coquimbo Unido        | 31    | 22 | 9  | 4  | 9  | 28 | 22 | 6   |
|  | 8.  | Unión San Felipe      | 30    | 22 | 8  | 6  | 8  | 29 | 31 | -2  |
|  | 9.  | Santiago Wanderers    | 29    | 22 | 8  | 5  | 9  | 29 | 29 | 0   |
|  | 10. | San Luis              | 24    | 22 | 6  | 6  | 10 | 18 | 36 | -18 |
|  | 11. | Deportes Copiapó      | 19    | 22 | 4  | 7  | 11 | 22 | 28 | -6  |
|  | 12. | Fernández Vial        | 16    | 22 | 2  | 10 | 10 | 20 | 34 | -14 |

|  | Mästare av Torneo Apertura (blev sedermera även mästare av sammanlagda tabellen och uppflyttade).                              |
|  | Kvalificerade till playoff-spel då Curicó Unido blev mästare av den sammanlagda tabellen (så playoff-platsen gick till tvåan). |

## Clausura
Alla lag mötte varandra två gånger vardera, en gång hemma och en gång borta, vilket innebar totalt 22 omgångar.
|  |     | Lag                   | Poäng | M  | V  | O | F  | GM | IM | MSK |
|  | --- | --------------------- | ----- | -- | -- | - | -- | -- | -- | --- |
|  | 1.  | Coquimbo Unido        | 40    | 22 | 11 | 7 | 4  | 38 | 29 | 9   |
|  | 2.  | Deportes Puerto Montt | 38    | 22 | 12 | 2 | 8  | 30 | 27 | 3   |
|  | 3.  | Curicó Unido          | 36    | 22 | 10 | 6 | 6  | 28 | 22 | 6   |
|  | 4.  | San Marcos de Arica   | 33    | 22 | 8  | 9 | 5  | 33 | 33 | 0   |
|  | 5.  | Municipal Iquique     | 32    | 22 | 9  | 5 | 8  | 23 | 23 | 0   |
|  | 6.  | Santiago Wanderers    | 28    | 22 | 7  | 7 | 8  | 27 | 25 | 2   |
|  | 7.  | Fernández Vial        | 28    | 22 | 8  | 4 | 10 | 29 | 30 | -1  |
|  | 8.  | Unión San Felipe      | 27    | 22 | 8  | 3 | 11 | 28 | 28 | 0   |
|  | 9.  | Deportes Copiapó      | 26    | 22 | 7  | 5 | 10 | 25 | 27 | -2  |
|  | 10. | Lota Schwager         | 26    | 22 | 6  | 8 | 8  | 29 | 37 | -8  |
|  | 11. | Unión La Calera       | 25    | 22 | 7  | 4 | 11 | 37 | 41 | -4  |
|  | 12. | San Luis              | 25    | 22 | 7  | 4 | 11 | 32 | 37 | -5  |

|  | Kvalificerade till playoff-spel. |

## Sammanlagd tabell
Vinnaren av den sammanlagda tabellen flyttades upp direkt. Utöver det möttes vinnarna av Torneo Apertura (i detta fall tvåan av Apertura då vinnaren av Apertura även vann den sammanlagda tabellen) och Torneo Clausura i en playoff-match för direkt uppflyttning. Förloraren gick till uppflyttningskval tillsammans med det bäst placerade valbara laget utöver dessa. Lota Schwager fick 3 poängs avdrag, Deportes Concepción 6 poängs avdrag och Deportes Melipilla 21 poängs avdrag; alla för försenade löneutbetalningar. Dessutom blev Deportes Melipilla nedflyttade på grund av ekonomiska problem (så det sist placerade laget flyttades inte ner).
|  |     | Lag                   | Poäng | M  | V  | O  | F  | GM | IM | MSK |
|  | --- | --------------------- | ----- | -- | -- | -- | -- | -- | -- | --- |
|  | 1.  | Curicó Unido          | 78    | 44 | 23 | 9  | 12 | 50 | 38 | 12  |
|  | 2.  | Deportes Puerto Montt | 72    | 44 | 21 | 9  | 14 | 57 | 43 | 13  |
|  | 3.  | Coquimbo Unido        | 71    | 44 | 20 | 11 | 13 | 66 | 51 | 15  |
|  | 4.  | Municipal Iquique     | 68    | 44 | 18 | 14 | 12 | 50 | 41 | 9   |
|  | 5.  | San Marcos de Arica   | 67    | 44 | 18 | 13 | 13 | 65 | 66 | -1  |
|  | 6.  | Lota Schwager         | 59    | 44 | 15 | 14 | 15 | 60 | 62 | -2  |
|  | 7.  | Santiago Wanderers    | 57    | 44 | 15 | 12 | 17 | 56 | 54 | 2   |
|  | 8.  | Unión La Calera       | 57    | 44 | 16 | 9  | 19 | 71 | 72 | -1  |
|  | 9.  | Unión San Felipe      | 57    | 44 | 16 | 9  | 19 | 57 | 59 | -2  |
|  | 10. | San Luis              | 49    | 44 | 13 | 10 | 21 | 50 | 73 | -23 |
|  | 11. | Deportes Copiapó      | 45    | 44 | 11 | 12 | 21 | 47 | 55 | -8  |
|  | 12. | Fernández Vial        | 44    | 44 | 10 | 14 | 20 | 49 | 64 | -15 |

|  | Mästare av Primera B 2011 och uppflyttade till Primera División de Chile. |
|  | Kvalificerade för playoff-spel.                                           |
|  | Kvalificerade för uppflyttningskval.                                      |
|  | Nedflyttade för spel i Tercera División.                                  |

## Playoff-spel
Vinnaren av playoff-spelet gick direkt upp i Primera División 2012 medan förloraren fick spela uppflyttningskval mot ett lag från Primera División 2011.
|  | 5 november 2008 | Municipal Iquique | 2–1 | Coquimbo Unido |  |  |
|  |                 |                   |     |                |  |  |
|  |                 |                   |     |                |  |  |
|  |                 |                   |     |                |  |  |

|  | 8 november 2008 | Coquimbo Unido | 2–1 (4–5 på straffar) | Municipal Iquique |  |  |
|  |                 |                |                       |                   |  |  |
|  |                 |                |                       |                   |  |  |
|  |                 |                |                       |                   |  |  |

## Uppflyttningskval
| Lag 1          | Totalt | Lag 2                     | Match 1 | Match 2 |
| -------------- | ------ | ------------------------- | ------- | ------- |
| Coquimbo Unido | 1–5    | Universidad de Concepción | 0–2     | 1–3     |
| Puerto Montt   | 4–5    | Unión Española            | 1–2     | 3–3     |